# カッターボート

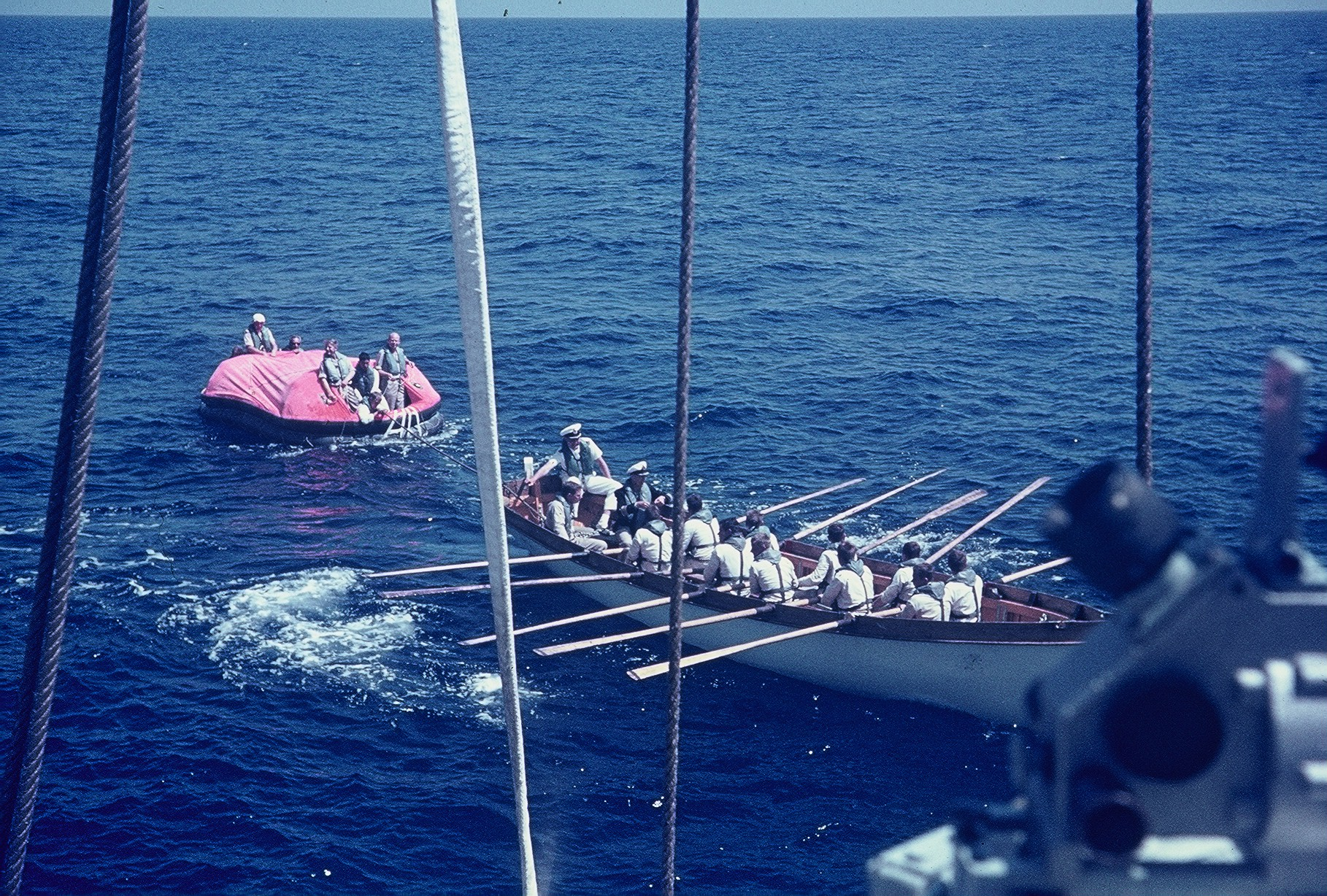
カッターの例

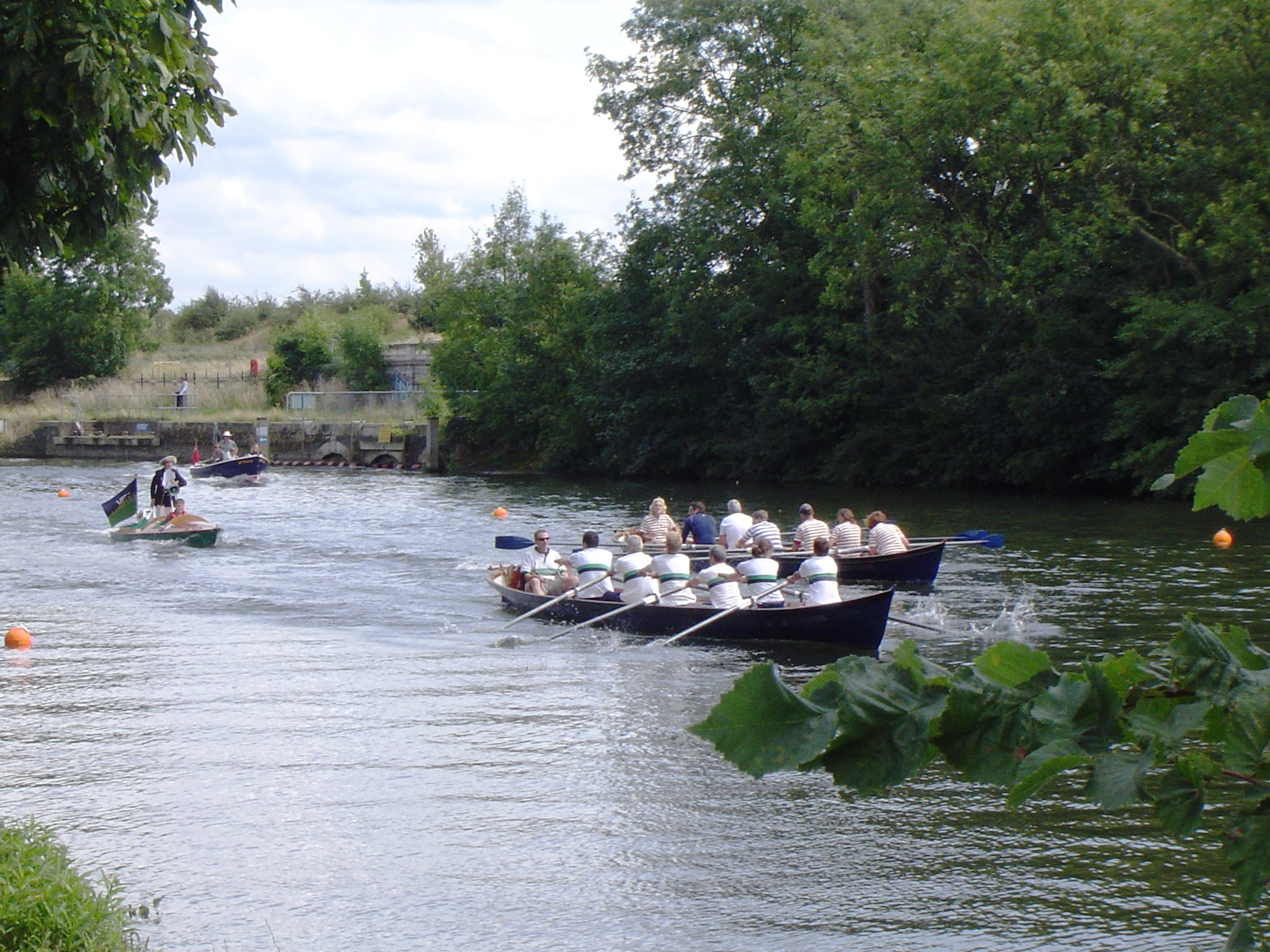
カッター競漕

カッターボート（cutter boat）は、船舶に搭載される大型の手漕ぎボートである。省略して「カッター」と呼ばれることが多い。

## 概要
大型艦船の甲板上に搭載され、救命艇、連絡艇として用いられるものは端艇と呼ばれる。特に、軍艦では短艇と表記される。また、アメリカ沿岸警備隊では、日本の巡視船に相当する警備艦を「カッター」と呼ぶ。
オールを漕いで進ませる手漕ぎボートの一つ。マストや帆を備えているものは帆走することができる。大きさは5-10m程度である。大型艇ではオール1本に複数人の漕ぎ手がつく。船舶間や陸上との連絡、物資の小運搬、遭難者の救助、緊急時の脱出などに用いられ、目立つように白色に塗られているものも多い。救命艇の主流が動力船となった今でも、海上自衛隊、防衛大学校、海上保安大学校、商船・水産大学（北海道大学、神戸大学、東京海洋大学、鹿児島大学、水産大学校など）、商船高等専門学校、船員養成学校、水産高等学校、海洋少年団、中学校・高等学校の野外学習などでの訓練が行われている。競技の一つとなっており全国大会も開催される。また、小学生の体験学習や競技会などで船に慣れ親しむ道具として用いられることもある。榛名湖や琵琶湖、若狭湾、江田島などで体験学習が行われている。

### 9mカッター
現在、上記の訓練等で使用されているほとんどのカッターは9mカッターであり、全長9m、全幅2.45m、深さ0.83m、排水量1.5トン、定員45名（実質は漕ぎ手12名と艇指揮1名、艇長1名の14名で運用する）の手漕ぎの船である。

通常、艇長が舵をとり、艇指揮がかける号令の下、12名の漕ぎ手がそれぞれオールを使い、息を合わせて12本のオールで漕ぐ。
全国大会で使われるのもこの9mカッターである。

漕ぎ手にはそれぞれ番号が付与されており、右舷は艇首から順に1番3番5番7番9番11番、左舷は同じく2番4番6番8番10番12番である。

オールには、4.3mの長さのものと、4.2mの長さのものがあり、後者は1番2番11番12番のみが使用する。木製オールと、FRP製オールがあるが、FRP製が主流になってきている。

## カッター競技大会

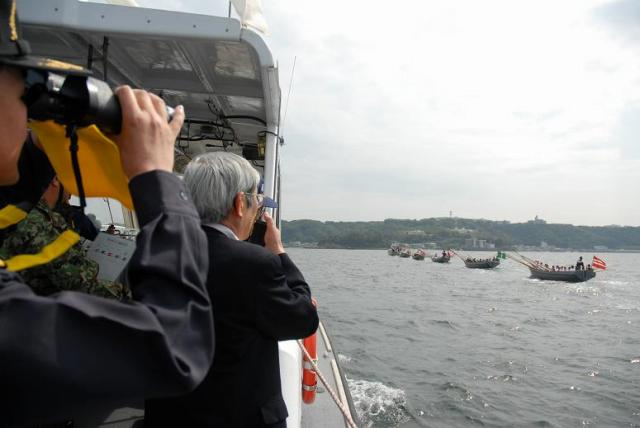
防衛大学校のカッター競技に随伴する船舶。背広を着た人物は校長の五百籏頭眞（2008年4月25日）。

全国にはいくつかのカッター大会が存在し、ほとんどの大会が毎年開催されている。

### 9ｍカッターを用いる大会
- 全日本カッター競技大会

大学生・高校生によって行われる2000ｍのカッターレース。第68回優勝は防衛大学校である。
- 東日本カッター競技大会

東日本地区で行われる大学生・高校生の2000ｍのカッターレース。第61回優勝は防衛大学校である。
- 西日本新人カッター競技大会

西日本地区で行われる大学生・高校生の2000ｍのカッターレース。東日本とは異なり、新人の一定数の出場が義務付けられており、満たない場合はオープン参加となる。第69回優勝は長崎大学である。
- 全国水産・海洋高等学校カッターレース大会

高校生によって行われる1000ｍのカッターレース。海の甲子園と呼ばれている。第20回優勝は東京都立大島海洋国際高校である。
- 全国商船高等専門学校漕艇大会

全国の5商船高専によって行われる1500ｍのカッターレース。
- 北陸漕艇大会[3]

北陸地区で行われる高校生・高専生のカッターレース。第45回優勝は京都府立京都海洋高校である。
- 海上保安学校　五森祭カッターレース

海上保安学校主催で行われる一般参加可能なカッターレース。
- 宮古港カッターレース[4]

宮古市主催で行われる一般参加可能な600ｍのカッターレース。ただし、エキシビジョンとして学生による宮古市長杯もおこなれる。
- 東海地区カッターレース

鳥羽商船高専が主催で行われる高校生・高専生・大学生の1200ｍのカッターレース。特に出場規定はなく、過去に大島海洋国際高校、館山海上技術学校、東京海洋大学海洋工学部などが出場経験がある。
- 防衛大学校　カッター競技会

毎年4月末に防大で行われる、2学年のカッター訓練の成果を発揮する競技会。2000mのカッターレースである。一般参加不可能で学内のみで行われているが、見学は自由に可能である。

### 6ｍカッターを用いる大会
6ｍカッターレースは小型のカッター用いるカッターレースである。6ｍカッターは9ｍカッターに比べ準備がしやすく、港町を中心に全国各地で行われている。
- 横浜港カッターレース[5]

日本最大規模のカッターレースで出場チーム200を超える。第40回は令和5年5月21日に行われ、一般の部優勝はT.I.T CUTTER CLUB、準優勝は豆しばクラブ、女子の部優勝はMY　MOTHERS　LADIES、小学生の部優勝は日本海洋少年団千葉市連盟「ガキ大将」である。
- 四日市港カッターレース

第32回は令和元年8月4日に行われる。
- 敦賀港カッターレース

参加資格は福井県内に在住・在勤のチームで、県外のチームはオープン参加扱いとなる。第24回は令和元年7月14日に行われる。
- 名古屋港カッター交流会

- 巌流島決戦　下関カッターレース

- 大阪港カッターレース

大阪港みなとまつりの一環として例年開催されている。第30回は令和元年7月14日に行われる。
- 神戸港カッターレース

第41回は令和元年5月12日に行われ、男子レース優勝はチャレンジ櫂、女子レース優勝は深江ギャルズ、シニアレース優勝は新萬丸亭である。
- 八戸港カッターレース

- 宇部市海の日カッターレース

- 広島みなと祭カッターレース

- 徳山港カッターレース

- 洞海湾カッターレース

- 防府カッターレース

- 今治市民カッター競技大会

例年今治城の堀で開催されている。
- 波止浜湾カッター大会

- 下関カッターレース

第8回は令和元年7月21日に行われる。
- 全日本カッター競技大会　女子部

大学生・高校生によって行われる女子のカッターレース。第63回優勝は水産大学校である。
- 西日本新人カッター競技大会　女子部

大学生・高校生によって行われる女子のカッターレース。西日本とあるが、東日本開催はないため事実上の新人のための全国大会である。そのため、東日本地区からは東海大学、東京海洋大学などが参加している。第64回優勝は海上保安大学校である。